# Francesco Romano
Francesco Romano est un footballeur italien né le 25 avril 1960 à Saviano. Il évoluait au poste de milieu de terrain.

## Biographie
Jouant toute sa carrière dans son pays natal, il évolue notamment au Milan AC et au SSC Naples. Avec le club milanais, il joue un match en Coupe d'Europe des clubs champions en 1979. Avec le club napolitain, il est champion d'Italie en 1987.
Il fait partie du groupe italien lors de l'Euro 1988. Il ne disputera cependant jamais de matchs avec l'équipe d'Italie.

## Carrière
- 1977-1979 :  AC Reggiana
- 1979-1983 :  Milan AC
- 1983-1986 :  US Triestina
- 1986-1989 :  SSC Naples
- 1989-1991 :  Torino Calcio
- 1991-1993 :  AC Venise
- 1993-1994 :  US Triestina
- 1994-1995 :  AC Palazzolo

## Palmarès
Avec le Milan AC :
- Vainqueur de la Coupe Mitropa en 1982
- Champion d'Italie de Serie B en 1981 et 1983

Avec Naples :
- Champion d'Italie en 1987
- Vainqueur de la Coupe d'Italie en 1987
- Vainqueur de la Coupe UEFA en 1989

Avec le Torino :
- Vainqueur de la Coupe Mitropa en 1991
- Champion d'Italie de Serie B en 1990